# Maria Adelaide d'Asburgo-Lorena
Adelaide Francesca Maria Raniera Elisabetta Clotilde d'Asburgo-Lorena (Milano, 3 giugno 1822 – Torino, 20 gennaio 1855) nata Arciduchessa d'Austria e Principessa d'Ungheria, divenne regina consorte di Sardegna in quanto moglie di Vittorio Emanuele II di Savoia. Non divenne mai Regina consorte d'Italia perché morì prima dell'Unità d'Italia.

## Biografia

### Infanzia

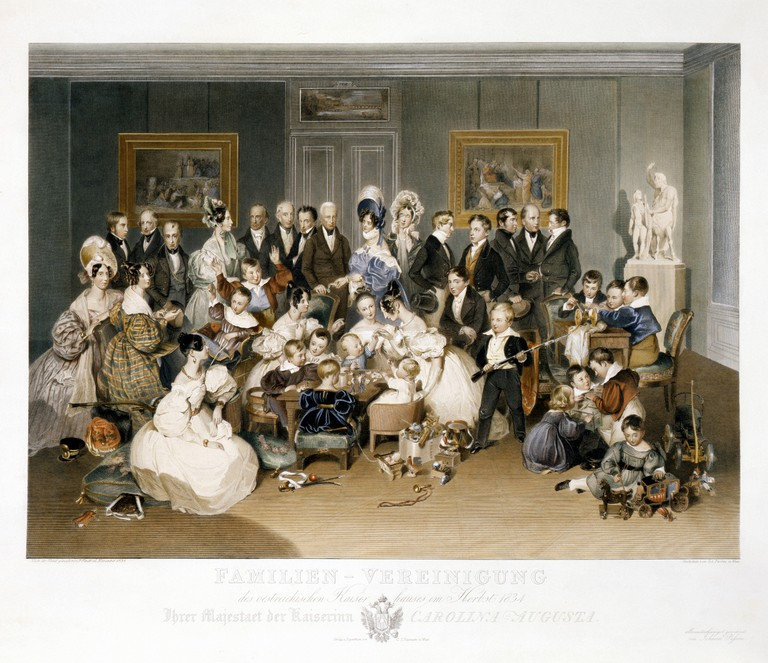
La giovane Maria Adelaide ritratta con la sua famiglia

Maria Adelaide, conosciuta in famiglia come Adele, era figlia dell'arciduca Ranieri, viceré del Lombardo-Veneto, e di Maria Elisabetta, sorella del re di Sardegna Carlo Alberto. Trascorse l'infanzia tra Milano e Monza nella villa reale, dove di solito risiedeva per lunghi periodi. Fu proprio lei a trasmettere al marito e ai figli, l'amore per quella residenza. Infatti il marito Vittorio Emanuele la offrì al figlio primogenito Umberto come regalo di nozze con la cugina Margherita.

### Fidanzamento e matrimonio

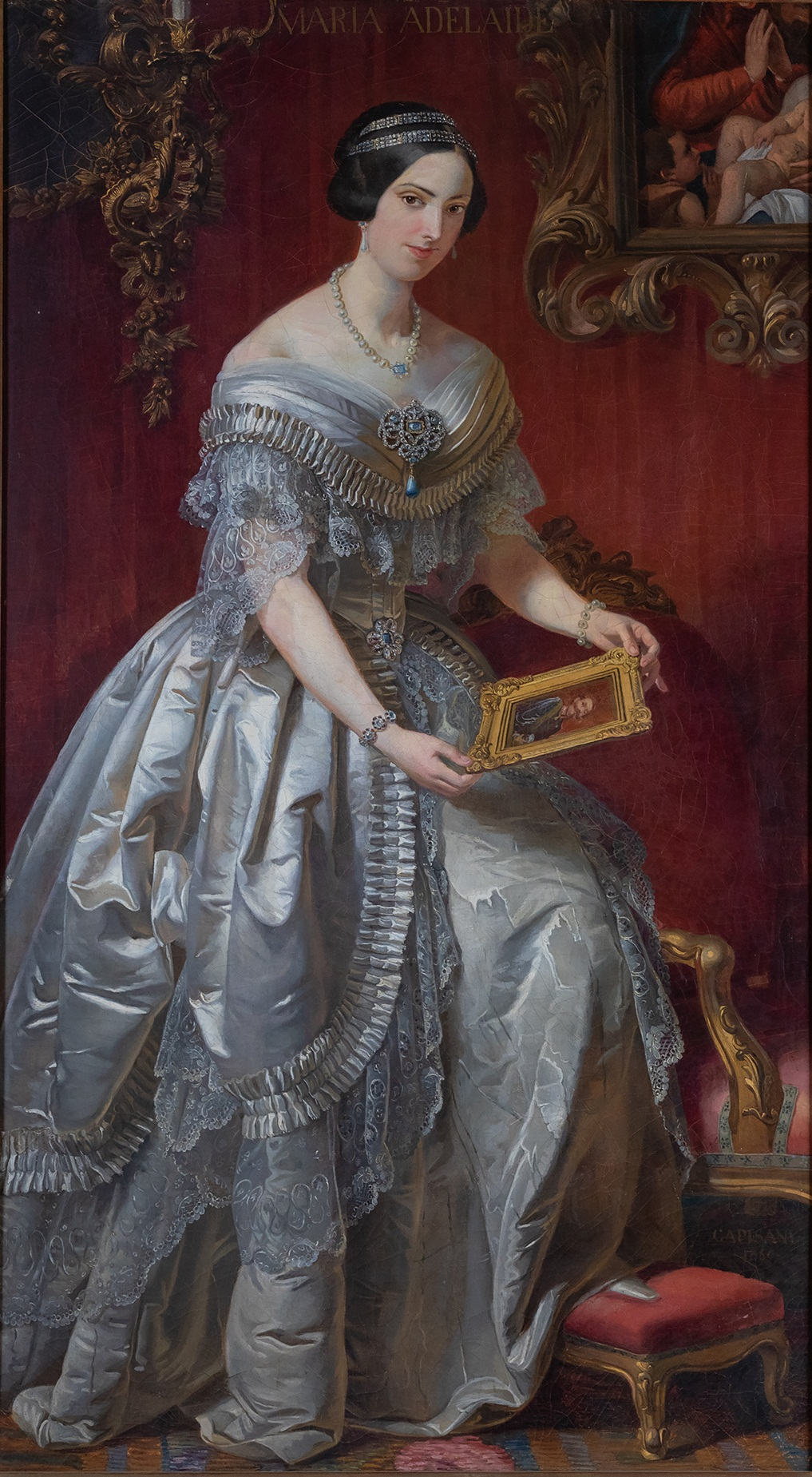
Maria Adelaide con la miniatura del ritratto del marito, Vittorio Emanuele II di Savoia

Nell'agosto del 1840 Maria Adelaide incontrò presso il parco del castello di Racconigi il suo futuro sposo, l'allora Vittorio Emanuele di Savoia, nel quadro di un incontro organizzato per combinare un'unione tra il principe e una delle sue cugine.

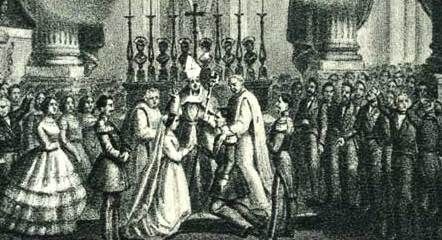
Le nozze di Vittorio Emanuele II e Maria Adelaide d'Austria

Il 12 aprile 1842 Maria Adelaide sposò a Stupinigi, Torino, il cugino Vittorio Emanuele di Savoia, futuro re d'Italia, portando in dote 200.000 fiorini. Dopo l'abdicazione del suocero, nel 1849 divenne regina consorte di Sardegna.
Il marito, che la chiamava Suzi o Suzette, pur attestandole stima, però la tradì ripetutamente, in special modo con Rosa Vercellana, sua futura seconda moglie, e la moglie si dedicò all'educazione dei figli, al cucito, alle pratiche religiose e alle opere pie.
Le continue gravidanze tuttavia ne minarono il fisico. Per rimettersi in salute prese a trascorrere periodi di soggiorno al mare della Spezia, alloggiando nell'albergo Croce di Malta.

### Ultimi anni e morte

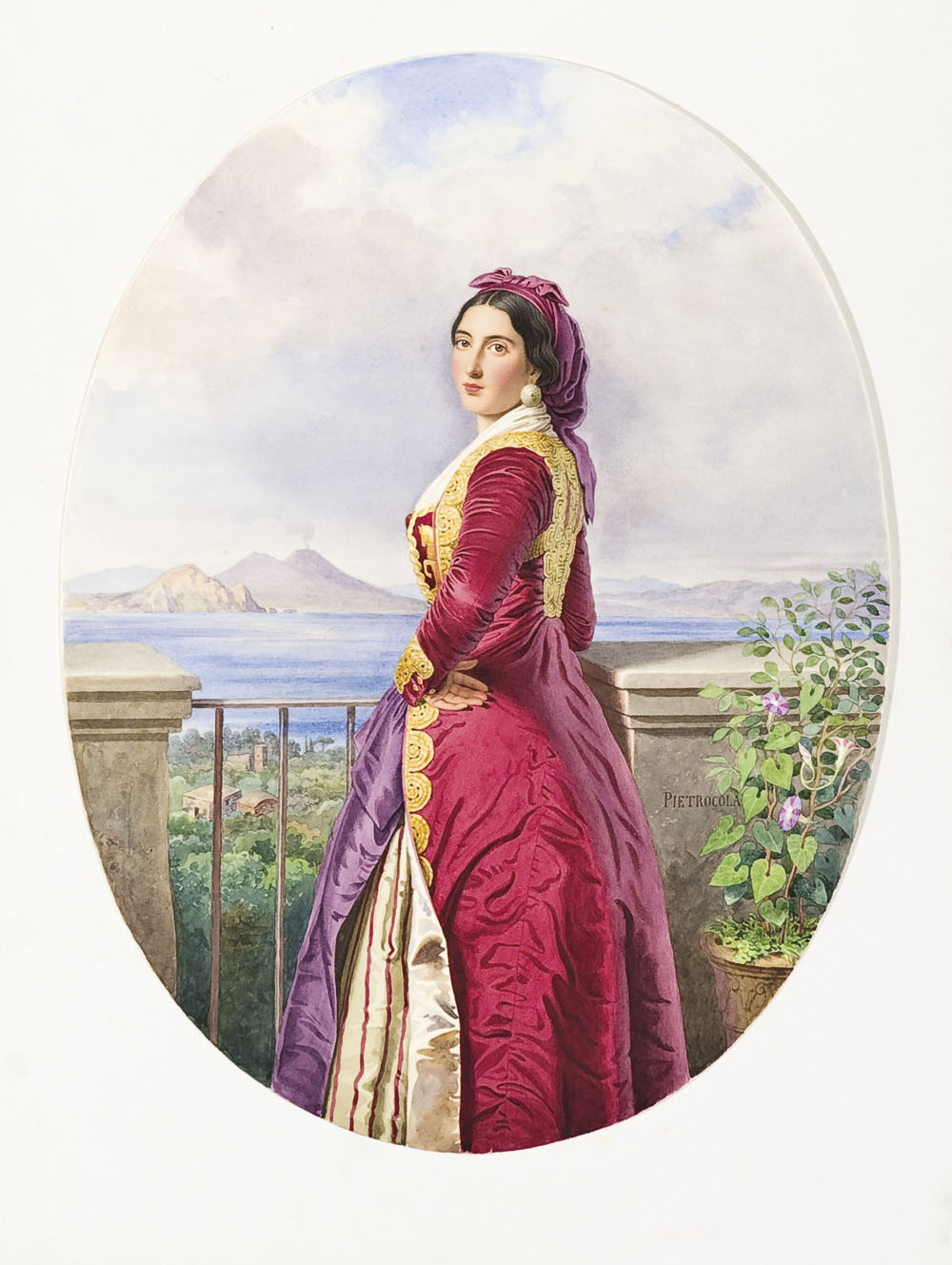
La regina di Sardegna ritratta pochi anni prima della sua morte

Negli ultimi tempi, prima della morte prematura, cominciò a perdere dapprima i capelli e poi i denti. Era costantemente in stato febbricitante, quasi incapace di reggersi sulle sue gambe. Il suo volto, diventato pallido e smunto, si era riempito di rughe precoci mentre la sua voce si arrochiva mostrando un'espressione spenta. Ormai disinteressata a quanto essa la circondava, Maria Adelaide aveva smesso di vestirsi, andando in giro dismessa e trascurata, in vestaglia e con i bigodini in testa.
Maria Adelaide morì a seguito di una gastroenterite, malattia manifestatasi il 16 gennaio 1855 mentre si trovava a bordo di una carrozza: stava rientrando a palazzo dopo aver assistito al funerale della suocera Maria Teresa d'Asburgo-Toscana. La regina era appena reduce dalla sua ottava, e tormentatissima, gravidanza. La sua agonia fu atroce, tanto che i suoi gemiti si udivano fino alla vicina piazza. Il marito, inchiodato al suo capezzale, le tenne sino all'ultimo respiro, la mano.

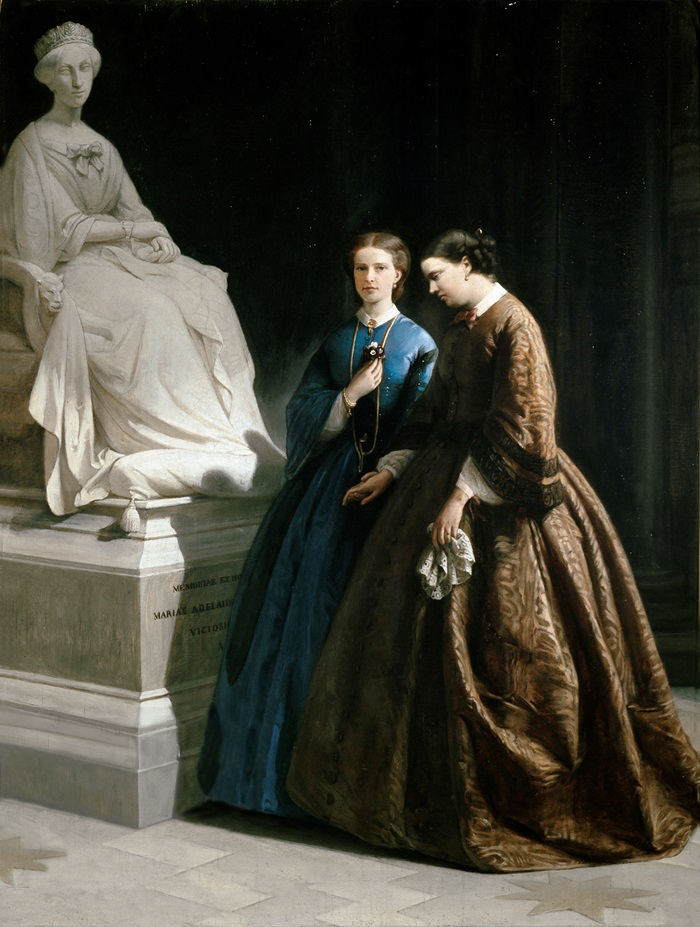
Maria Clotilde e Maria Pia di Savoia fanno visita alla tomba di Maria Adelaide

Il suo funerale fu celebrato nella chiesa di San Lorenzo, immediatamente adiacente all'ingresso del palazzo reale di Torino. Maria Adelaide è stata sepolta nella basilica di Superga.
Di animo profondamente religioso, praticante e devoto, fu ricordata con un grande monumento di marmo bianco di Carrara, opera di Vincenzo Vela, che la raffigura inginocchiata, al fianco della suocera Maria Teresa, nel santuario della Consolata a Torino.
Scrisse di lei Costanza d'Azeglio: "Principessa che tutti ammiravano per la sua bellezza e che conquistava i cuori per qualche cosa di angelico negli sguardi, nei gesti e nelle parole che ne rivelavano l'animo".

## Eredità culturale

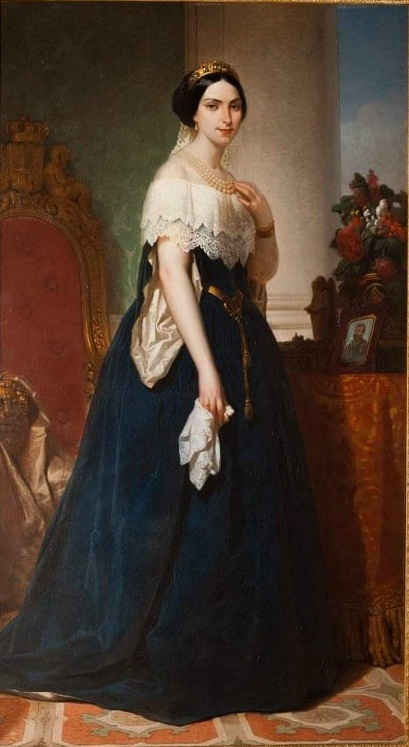
Ritratto postumo di Maria Adelaide, regina di Sardegna di Felice Barucco

Nel 1895, l'Istituto Sanitario dei Rachitici di Torino, successivamente Ospedale, lungo la Dora Riparia, fu dedicato alla sua memoria.

## Discendenza

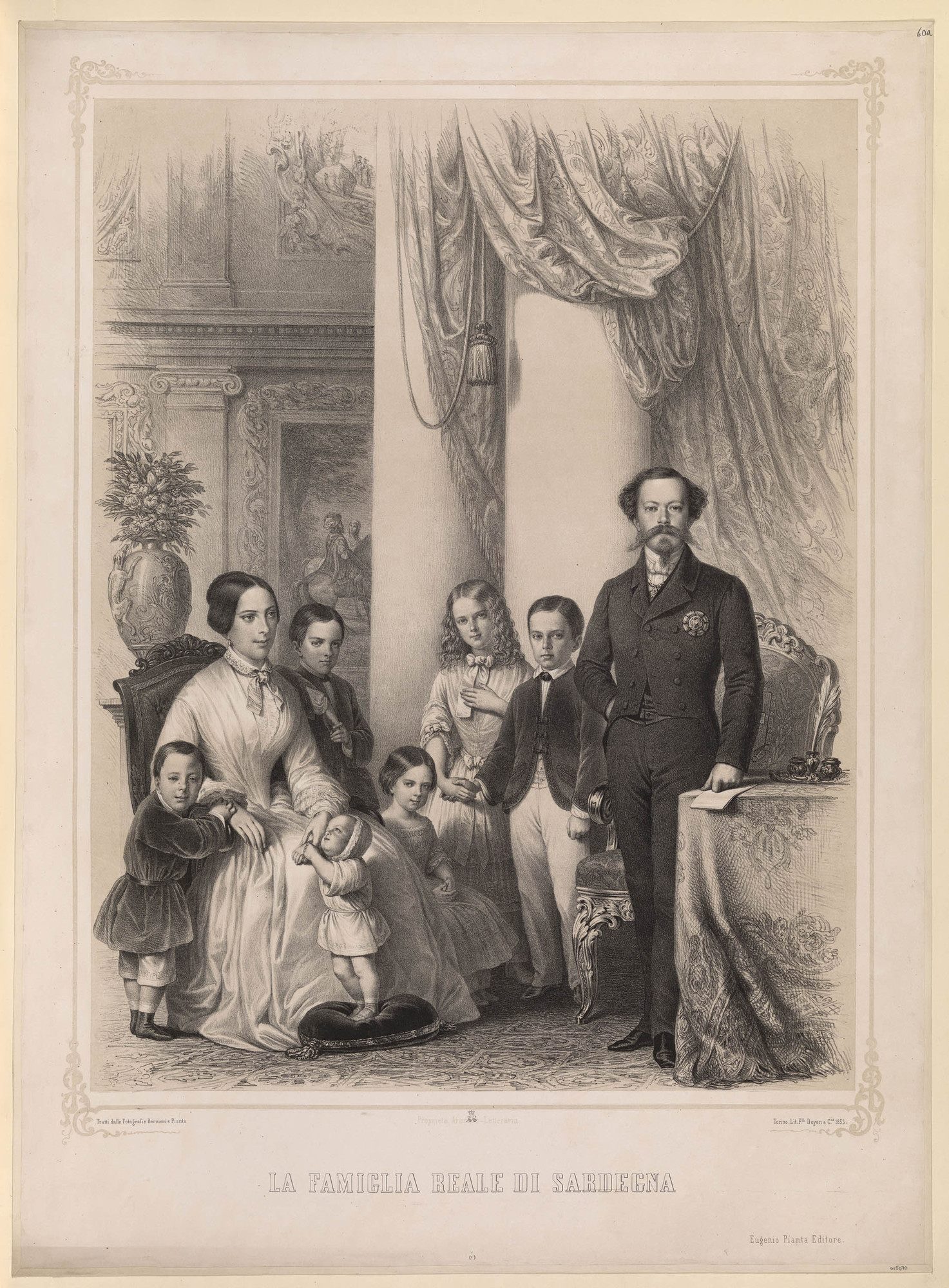
Maria Adelaide col marito e i figli

Dal matrimonio di Maria Adelaide con Vittorio Emanuele II di Savoia nacquero otto figli:
- Ludovica Teresa Maria Clotilde (Torino, 2 marzo 1843 - Moncalieri, 25 giugno 1911), principessa Bonaparte;
- Umberto Rainerio Carlo Emanuele Giovanni Maria Ferdinando Eugenio (Torino, 14 marzo 1844 - Monza, 29 luglio 1900), principe di Piemonte (1849-1878) e re d'Italia (1878-1900);
- Amedeo Ferdinando Maria (Torino, 30 maggio 1845 - 18 gennaio 1890), re di Spagna (1871 - 1873) e duca d'Aosta;
- Oddone Eugenio Maria (Torino, 11 luglio 1846 - Genova, 22 gennaio 1866), duca di Monferrato;
- Maria Pia (Torino, 16 ottobre 1847 - Stupinigi, 17 luglio 1911), regina consorte del Portogallo;
- Carlo Alberto (Torino, 2 giugno 1851 - Stupinigi, 28 giugno 1854)[5], duca del Chiablese (antica provincia del ducato di Savoia, ora divisa tra Alta Savoia, Vallese e Vaud);
- Vittorio Emanuele (Torino, 7 luglio 1852 - 7 luglio 1852), nato morto;
- Vittorio Emanuele Leopoldo (Torino, 8 gennaio 1855 - 16 maggio 1855), conte del Genevese (altra antica provincia della Savoia, che prendeva nome dalla città di Ginevra, in francese Genève).

## Parentele
Suo suocero, Carlo Alberto di Savoia, era anche suo zio, essendo il fratello di sua madre Maria Elisabetta di Savoia. La suocera Maria Teresa d'Asburgo-Toscana, era anche la cugina di primo grado da parte di padre.
Inoltre Maria Adelaide era una pro-nipote della regina di Francia Maria Antonietta d'Asburgo-Lorena.

## Ascendenza
|                                      |                                        |                                                 | Genitori                                      |  |  | Nonni |  |  | Bisnonni              |  |  | Trisnonni          |  |
|                                      |                                        |                                                 |                                               |  |  |       |  |  | Francesco I di Lorena |  |  | Leopoldo di Lorena |  |
|                                      |                                        |                                                 |                                               |  |  |       |  |  | Francesco I di Lorena |  |  | Leopoldo di Lorena |  |
|                                      |                                        | Elisabetta Carlotta d'Orléans                   |                                               |  |  |       |  |  | Francesco I di Lorena |  |  |                    |  |
| Leopoldo II d'Austria                |                                        |                                                 |                                               |  |  |       |  |  | Francesco I di Lorena |  |  |                    |  |
|                                      |                                        | Maria Teresa d'Austria                          | Carlo VI d'Austria                            |  |  |       |  |  |                       |  |  |                    |  |
|                                      |                                        | Maria Teresa d'Austria                          | Carlo VI d'Austria                            |  |  |       |  |  |                       |  |  |                    |  |
|                                      |                                        | Maria Teresa d'Austria                          | Elisabetta Cristina di Brunswick-Wolfenbüttel |  |  |       |  |  |                       |  |  |                    |  |
| Ranieri Giuseppe d'Asburgo-Lorena    |                                        | Maria Teresa d'Austria                          |                                               |  |  |       |  |  |                       |  |  |                    |  |
|                                      |                                        | Carlo III di Spagna                             | Filippo V di Spagna                           |  |  |       |  |  |                       |  |  |                    |  |
|                                      |                                        | Carlo III di Spagna                             | Filippo V di Spagna                           |  |  |       |  |  |                       |  |  |                    |  |
|                                      |                                        | Carlo III di Spagna                             | Elisabetta Farnese                            |  |  |       |  |  |                       |  |  |                    |  |
| Maria Luisa di Spagna                |                                        | Carlo III di Spagna                             |                                               |  |  |       |  |  |                       |  |  |                    |  |
|                                      |                                        | Maria Amalia di Sassonia                        | Augusto III di Polonia                        |  |  |       |  |  |                       |  |  |                    |  |
|                                      |                                        | Maria Amalia di Sassonia                        | Augusto III di Polonia                        |  |  |       |  |  |                       |  |  |                    |  |
|                                      |                                        | Maria Amalia di Sassonia                        | Maria Giuseppa d'Austria                      |  |  |       |  |  |                       |  |  |                    |  |
| Maria Adelaide d'Austria             |                                        | Maria Amalia di Sassonia                        |                                               |  |  |       |  |  |                       |  |  |                    |  |
|                                      | Vittorio Amedeo II di Savoia-Carignano | Luigi Vittorio di Savoia-Carignano              |                                               |  |  |       |  |  |                       |  |  |                    |  |
|                                      | Vittorio Amedeo II di Savoia-Carignano | Luigi Vittorio di Savoia-Carignano              |                                               |  |  |       |  |  |                       |  |  |                    |  |
|                                      | Vittorio Amedeo II di Savoia-Carignano | Cristina Enrichetta d'Assia-Rheinfels-Rotenburg |                                               |  |  |       |  |  |                       |  |  |                    |  |
| Carlo Emanuele di Savoia-Carignano   | Vittorio Amedeo II di Savoia-Carignano |                                                 |                                               |  |  |       |  |  |                       |  |  |                    |  |
|                                      |                                        | Giuseppina Teresa di Lorena-Armagnac            | Luigi Carlo di Lorena                         |  |  |       |  |  |                       |  |  |                    |  |
|                                      |                                        | Giuseppina Teresa di Lorena-Armagnac            | Luigi Carlo di Lorena                         |  |  |       |  |  |                       |  |  |                    |  |
|                                      |                                        | Giuseppina Teresa di Lorena-Armagnac            | Louise Julie Constance de Rohan               |  |  |       |  |  |                       |  |  |                    |  |
| Maria Elisabetta di Savoia-Carignano |                                        | Giuseppina Teresa di Lorena-Armagnac            |                                               |  |  |       |  |  |                       |  |  |                    |  |
|                                      |                                        | Carlo di Sassonia-Curlandia                     | Augusto III di Polonia                        |  |  |       |  |  |                       |  |  |                    |  |
|                                      |                                        | Carlo di Sassonia-Curlandia                     | Augusto III di Polonia                        |  |  |       |  |  |                       |  |  |                    |  |
|                                      |                                        | Carlo di Sassonia-Curlandia                     | Maria Giuseppa d'Austria                      |  |  |       |  |  |                       |  |  |                    |  |
| Maria Cristina di Sassonia-Curlandia |                                        | Carlo di Sassonia-Curlandia                     |                                               |  |  |       |  |  |                       |  |  |                    |  |
|                                      |                                        | Francesca Korwin-Krasińska                      | Stanislao Korwin-Krasiński                    |  |  |       |  |  |                       |  |  |                    |  |
|                                      |                                        | Francesca Korwin-Krasińska                      | Stanislao Korwin-Krasiński                    |  |  |       |  |  |                       |  |  |                    |  |
|                                      |                                        | Francesca Korwin-Krasińska                      | Anna Humiecka                                 |  |  |       |  |  |                       |  |  |                    |  |
|                                      |                                        | Francesca Korwin-Krasińska                      |                                               |  |  |       |  |  |                       |  |  |                    |  |